# Sevaldī
Sevaldī (persiska: سولدی) är en ort i Iran.   Den ligger i provinsen Nordkhorasan, i den nordöstra delen av landet, 600 km öster om huvudstaden Teheran. Sevaldī ligger 1 581 meter över havet och antalet invånare är 615.
Terrängen runt Sevaldī är kuperad. Runt Sevaldī är det ganska glesbefolkat, med 48 invånare per kvadratkilometer. Närmaste större samhälle är Naz̧ar Moḩammad, 8,7 km öster om Sevaldī. Omgivningarna runt Sevaldī är i huvudsak ett öppet busklandskap.